# 모벰버

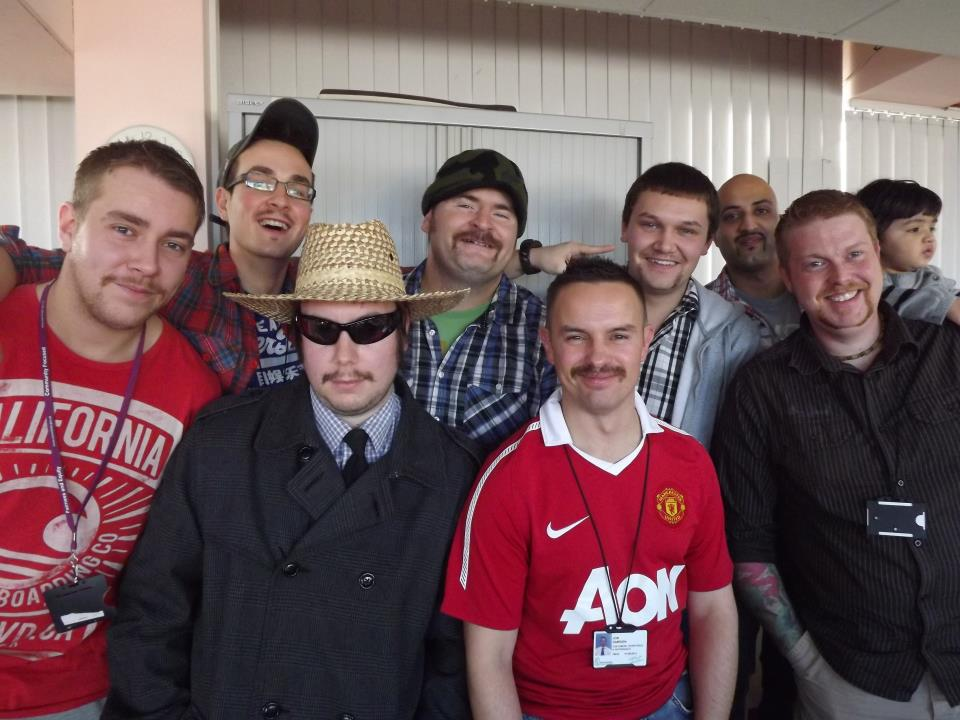
모벰버 기간의 남성들

모벰버(Movember)는 콧수염을 의미하는 moustache와 11월을 의미하는 November가 합쳐진 단어로, 2004년 오스트레일리아에서 시작된 남성 운동이다. 11월 한달간 콧수염을 자르지 않는다.

## 같이 보기
- 국제 남성의 날
- 노 넛 노벰버